# SMS Braunschweig
El SMS Braunschweig fue el primero de los cinco acorazados pre-dreadnought de la clase Braunschweig de la Kaiserliche Marine puesto en grada en 1901 y dado de alta en 1904. Recibió su nombre en honor a la ciudad de Brunswick. Sus gemelos fueron Elsaß, Hessen, Preußen y Lothringen.

## Historial de servicio
El 15 de octubre de 1904, el Braunschweig fue dado de alta en la Armada Imperial Alemana. Durante la Primera Guerra Mundial estuvo primero asignado como buque de defensa costera hasta que fue dado de baja el 20 de agosto de 1917 y desde entonces sirvió como barco residencial para la 1.ª División de Astilleros, momento en el que pasó a ser usado como buque de entrenamiento, papel que desempeñó hasta el final de la guerra.
Después del final de la guerra, el Braunschweig, ya sin el acrónimo "SMS", pasó a formar parte de la Reichsmarine y estuvo en servicio desde el 1 de diciembre de 1921 hasta el 31 de enero de 1926. El Tratado de Versalles autorizó su uso a Alemania según las cláusulas del tratado. Permaneció como pontón hasta 1931 en Wilhelmshaven, tras lo cual fue desguazado en 1932.